# Johann Christoph Ernst von Gravenreuth
Johann Christoph Ernst von Gravenreuth (* 22. Mai 1674; † 24. März 1719 in Milazzo) war ein deutscher kaiserlicher General der frühen Neuzeit.

## Leben
Gravenreuth stammte aus der fränkischen Adelsfamilie Gravenreuth. Über seine militärische Laufbahn ist nur wenig bekannt. 1709 war er Oberstleutnant. Mit dem Heer des Prinzen Eugen von Savoyen traf er am 30. November 1718 als Kommandeur des Regiments Bayreuth und Generalfeldwachtmeister mit dem Feldmarschallleutnant Wachtendonk in Milazzo auf Sizilien ein, starb aber schon am 24. März 1719 an einer Krankheit und wurde mit einem feierlichen Trauerzug in der Dominikanerkirche ebenda bestattet.